# Людвіг Вітгенштайн
Лю́двіг Йо́зеф Йо́ганн Вітгенштайн (нім. Ludwig Josef Johann Wittgenstein; 26 квітня 1889, Відень — 29 квітня 1951, Кембридж) — австро-англійський філософ, один із засновників аналітичної філософії і один з найяскравіших мислителів XX століття.
Загальновизнано, що Вітґенштайн здійснив цілих дві революції в західній філософії. Перша — так званий, лінгвістичний поворот, або мовна революція — відбулася, коли його «Логіко-філософський трактат» надихнув Віденський гурток на створення програми логічного позитивізму. Друга сталася, коли його ідеї про природу й устрій мови, викладені в «Філософських дослідженнях», породили британську лінгвістичну філософію, або філософію буденної мови.

## Біографія
Вітгенштайн народився 26 квітня 1889 р. у Відні в сім'ї австрійського сталеливарного магната єврейського походження. Його батьками були Карл і Леопольдіна Вітгенштайн. Він був наймолодшим з восьми дітей, народжених в одній з найвідоміших і найбагатших сімей Австро-Угорської імперії. Батьки його батька, Герман Христіан і Фані Вітгенштайн, народилися в єврейських родинах, але прийняли християнство після переїзду з Саксонії до Відня в 1850-х роках, успішно асимілювавшись у Віденські протестантські професійні прошарки суспільства. Бабуся з боку матері мала австрійсько-словенське походження, була католичкою та доводилася тіткою нобелівському лауреатові з економіки Фрідріху фон Гаєку.
Почавши вивчати інженерну справу, Людвіг познайомився з роботами Готлоба Фреге, які повернули його інтерес від конструювання літальних апаратів до проблеми філософських основ математики. За неперевіреними даними Вітгенштайн кілька разів зустрічався з Фреге, який порадив йому вивчити роботи Расселла, присвячені темі, що захопила його. 1911 року Вітгенштайн вирушив до Кембриджа, де став учнем, помічником і другом Расселла. 1913 року він повернувся до Австрії та 1914-го вирушив добровольцем на фронт. 1917-го Вітгенштайн опинився в полоні. За час бойових дій і перебування в таборі для військовополонених Вітгенштайн практично повністю написав свій знаменитий «Логіко-філософський трактат». Книга вийшла німецькою 1921 року й англійською 1922-го. Поява її справила сильне враження на філософський світ Європи, але Вітгенштайн, вважаючи, що всі головні філософські проблеми в «Трактаті» розв'язано, вже був зайнятий іншою справою: працював вчителем у сільській школі. До 1926 року, проте, йому стало ясно, що проблеми все-таки залишилися, що його «Трактат» зрозуміли неправильно, і, нарешті, що ідеї, які викладено у «Трактаті», є помилковими. Вітгенштайн повернувся до Кембриджа і до занять філософією.
Починаючи з цього часу і до своєї смерті 1951 року, перервавши вчені заняття для роботи санітаром в лондонському шпиталі під час Другої світової війни, Вітгенштайн розробляє принципово нову філософію мови. Головною роботою цього періоду стали «Філософські дослідження», опубліковані посмертно, 1953 року.
Філософію Вітгенштайна ділять на «ранню», представлену «Трактатом», і «пізню», викладену в «Філософських дослідженнях», а також в «Блакитній» і «Коричневій книгах» (1958).

## Особисте життя

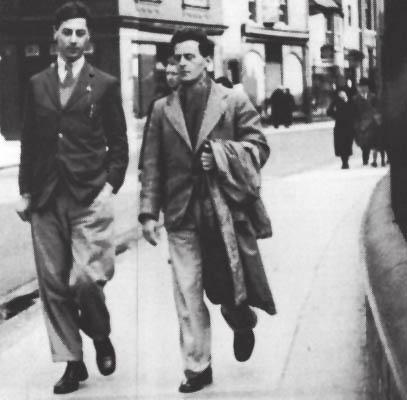
Людвіг Вітгенштайн та Френсіс Скіннер у Кембриджі

Людвіг Вітгенштайн був гомосексуалом, ведуться дискусії лише з приводу деталей: можливо, бісексуалом, можливо, частково асексуалом.
1904 року в Берліні скоїв самогубство старший брат Людвіга — Рудольф. Йому було 22 роки, він був студентом-хіміком, що вбив себе випивши отруту. Ймовірною причиною цього вчинку була його гомосексуальність. Самогубства вчинили ще два старших брати Людвіга: Ганс у 1902 та Курт у 1918.
Вітгенштейн мав романтичні стосунки як з чоловіками, так і з жінками. Вважається, що він закохувався щонайменше в трьох чоловіків, а з двома останніми мав стосунки: з Девідом Пінсентом у 1912 році, Френсісом Скіннером у 1930 році та Беном Річардсом наприкінці 1940-х років. Пізніше він стверджував, що, будучи підлітком у Відні, мав роман з жінкою. Крім того, у 1920-х роках Вітгенштейн закохався в молоду швейцарку Маргариту Респінгер, створив погруддя за її зразком та серйозно розглядав можливість шлюбу, хоча й за умови, що у них не буде дітей; проте вона вирішила, що він їй не підходить.

## Логіко-філософський трактат
Структурно «Логіко-філософський трактат» складається із семи афоризмів, що супроводжуються розгалуженою системою пояснювальних речень. Змістовно він пропонує теорію, що розв'язує основні філософські проблеми через призму співвідношення мови і світу.
- Мова і світ — центральні поняття всієї філософії Вітгенштайна. У «Трактаті» вони постають як «дзеркальна» пара: мова зображає світ, тому що логічна структура мови ідентична онтологічній структурі світу.
- Світ складається з фактів, а не з об'єктів, як вважається в більшості філософських систем. Світ представляє весь набір наявних фактів. Факти можуть бути простими та складними.
- Об'єкти є те, що, вступаючи у взаємодію, утворює факти. Об'єкти мають логічну форму — набір властивостей, які дозволяють їм вступати у ті або інші відносини.
- У мові прості факти описуються простими реченнями. Вони, а не імена, є простими мовними одиницями. Складним фактам відповідають складні речення.
- Вся мова — це повний опис всього, що є у світі, тобто всіх фактів.
- Мова допускає також опис можливих фактів. Така представлена мова цілком підкоряється законам логіки й піддається формалізації. Всі речення, що порушують закони логіки або що не належать до спостережуваних фактів, вважаються Вітгенштайном безглуздими. Так, безглуздими виявляються речення етики, естетики і метафізики.
- Важливо розуміти, що Вітгенштайн зовсім не мав наміру тим самим позбавити значущості області, які його самого хвилювали надзвичайно, але затверджував даремність у них мови. «Про що не можна говорити, про те слід мовчати» — такий останній афоризм «Трактату».

## Після трактату
Філософи Віденського гуртка, для яких «Трактат» став настільною книгою, не прийняли цього останнього факту, розвернувши програму, в якій «безглуздий» стало тотожним такому, що «підлягає елімінації». Це стало однією з головних причин, що спонукали Вітгенштайна переглянути свою філософію.
Результатом перегляду став комплекс ідей, в якому мова розуміється вже як рухома система контекстів, «мовних ігор», підвладна виникненню суперечностей, пов'язаних з неясністю смислів використовуваних слів і виразів, що повинні усуватися шляхом прояснення останніх. Прояснення правил вживання мовних одиниць і усунення суперечностей і складає завдання філософії.
Традиційний погляд на завдання філософа полягає в тому, щоб розв'язати здавалося б нерозв'язні проблеми філософії, використовуючи логічний аналіз (наприклад, проблему свободи волі, зв'язку між свідомістю та матерією, що складає добро, красу чи істину і т. д.). Однак Вітгенштайн стверджує, що ці проблеми виникають тільки через неправильне використання філософами мови.
На погляд Вітгенштайна, мова нерозривно вплетена в тканину життя, і як складова частина цієї тканини вона працює порівняно без проблем. Філософські проблеми виникають тоді, коли мову змушують покинути власну домівку й відправляють у метафізичне середовище, де все звичні й потрібні віхи й контекстуальні підказки відсутні, можливо навмисне усунуті з причин, які здаються для філософів розумними, але саме з яких за Віттгенштайном випливають труднощі. Вітгенштайн описує метафізичне середовище як крижану ковзанку без тертя, де здавалося б існують ідеальні умови для філософськи й логічно досконалої мови (мови «Трактату»), де всі філософські проблеми можна розв'язати без плутанини й неясностей щоденного контексту, але де, саме через відсутність тертя, мова власне не може взагалі виконати жодної корисної роботи. В «Дослідженнях» часто говориться про холостий хід і про те, що мова «на канікулах» або виступає просто «прикрасою» — усе для того, щоб виразити ідею відсутності того, чого бракує в філософському контексті. Щоб розв'язати проблеми, які тут зустрічаються, на думку Віттгенштайна, філософ повинен покинути крижану ковзанку й повернутися на «грубу землю» буденної мови: тобто філософ повинен повернути словам щоденний вжиток, відмовившись від метафізичного.
Нова філософія Вітгенштайна є швидше набором методів і практик, ніж теорією. Автор сам вважав, що тільки так може виглядати наукова дисципліна, постійно змушена пристосовуватися до свого змінного предмету. Погляди пізнього Вітгенштайна знайшли прихильників перш за все в Оксфорді і Кембриджі, давши початок лінгвістичної філософії.
Значення ідей Вітгенштайна велике, проте їх інтерпретація, як показали декілька десятиліть активної роботи в цьому напрямі, представляє велику складність. Це в рівній мірі відноситься і до його «ранньої», і до «пізньої» філософії. Думки й оцінки значно розходяться, побічно підтверджуючи масштабність і глибину творчості Вітгенштейна.

## Праці

### Перекладені українською
- Людвіг Вітгенштайн. Tractatus Logico-Philosophicus; Філософські дослідження. / Пер. Євгена Поповича. — Київ: Основи. — 1995. ISBN 311 5-7707-7642-0 EAN: 5-7707-7642-0